# Florian Schöninger
Florian Schöninger (* 7. Jänner 1983 in Gmunden) ist ein ehemaliger österreichischer Basketballspieler.

## Laufbahn
Schöninger spielte fast während seiner gesamten Karriere bei den Swans Gmunden (in der Bundesliga sowie zeitweilig auch im Europapokal), auf internationaler Ebene lief er für die österreichische Juniorennationalmannschaft, später für die A-Nationalmannschaft (zehn Länderspiele) auf. Unterbrochen wurden seine Zeit in Gmunden durch einen Aufenthalt (2000 bis 2002) an der Hochschule County College of Morris im US-Bundesstaat New Jersey.
2005, 2006, 2007 und 2010 wurde der 1,86 Meter große Aufbauspieler mit Gmunden Staatsmeister, zudem während seiner Laufbahn insgesamt sechsmal Pokal- sowie siebenmal Supercupsieger. In der Saison 2007/08 erreichte er mit den „Schwänen“ die Runde der letzten 32 im ULEB-Cup, dort unterlag man dem späteren Gewinner dieses europäischen Vereinspokals, Joventut de Badalona mit Demond Mallet, Ricky Rubio und Rudy Fernandez.
Schöninger spielte mit einer Unterbrechung (2012/13) bis 2015 für Gmunden in der Bundesliga. Beruflich wurde er in Altmünster als Lehrer tätig.